# Biccari
Biccari est une commune italienne d'environ 2 700 habitants située dans la province de Foggia dans la région des Pouilles dans le sud de l'Italie.

## Géographie
Le centre-ville se trouve sur une colline à une altitude comprise entre 420 et 483 mètres.

## Monuments et patrimoine

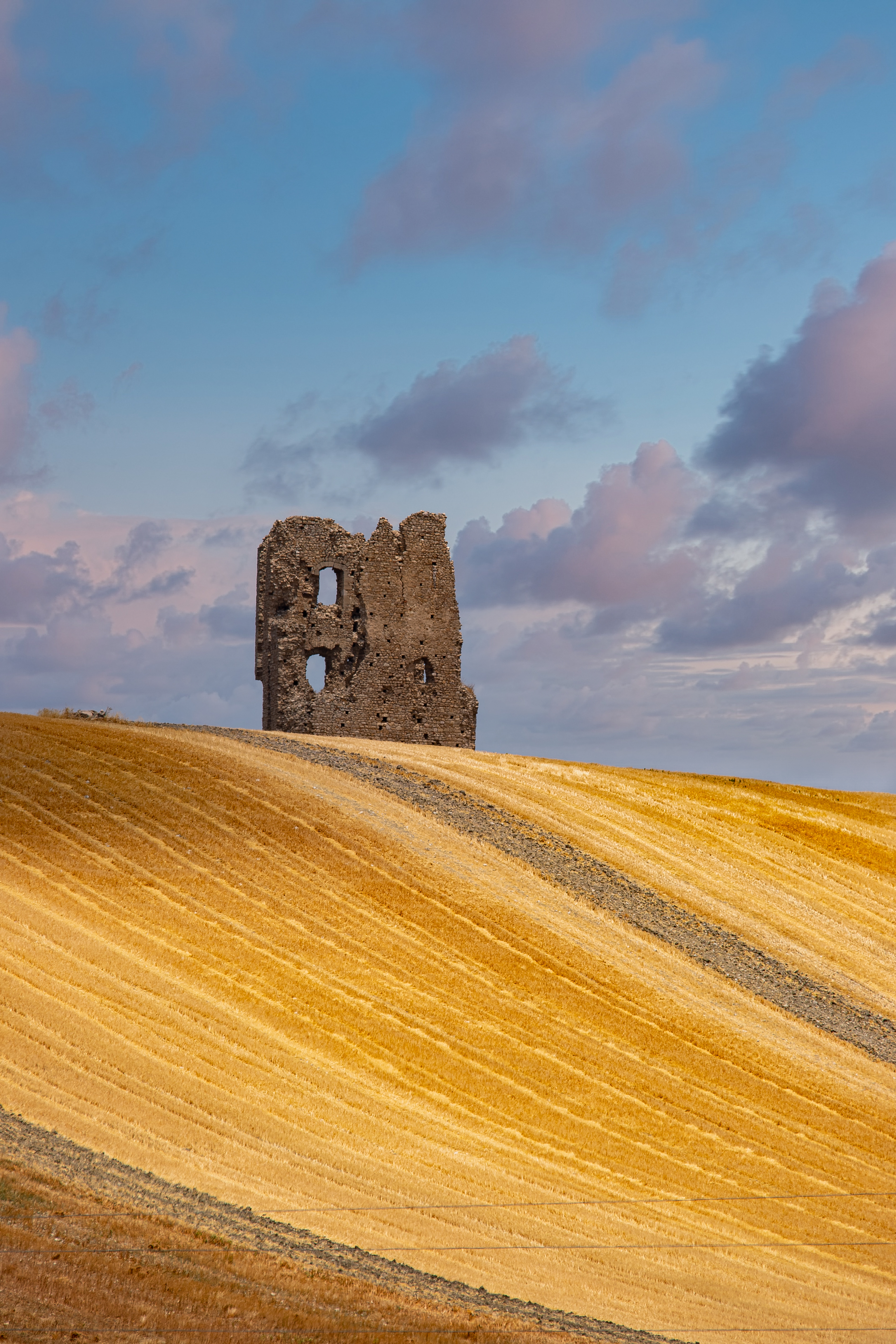
La tour de Tertiveri à Biccari. Juillet 2021.

- Tour Byzantine[2]
- Tour de Tertiveri
- Église Maria Santissima Assunta
- Convento di Sant'Antonio (1477)

## Fêtes et traditions
San Donat (San Donato en italien) le 7 août.

## Administration
| Période                                  | Période    | Identité             | Étiquette                 | Qualité |
| ---------------------------------------- | ---------- | -------------------- | ------------------------- | ------- |
| 17/06/1985                               | 28/05/1990 | Antonio Tursilli     | Démocratie chrétienne     |         |
| 28/05/1990                               | 24/04/1995 | Giuseppe Di Franco   |                           |         |
| 24/04/1995                               | 14/06/1999 | Antonio Sessa        | Partito Popolare Italiano |         |
| 25/11/1995                               | 05/06/1996 | Salvatore Tropea     |                           |         |
| 14/06/1999                               | 14/06/2004 | Giovanni Picaro      | L'Ulivo                   |         |
| 14/06/2004                               | 08/08/2009 | Giovanni Picaro      | Lista civica              |         |
| 08/06/2009                               | 26/05/2014 | Gianfilippo Mignogna | Lista civica              |         |
| 26/05/2014                               | En cours   | Gianfilippo Mignogna | Lista civica              |         |
| Les données manquantes sont à compléter. |            |                      |                           |         |

Le maire actuel est le plus jeune maire d'Italie

### Hameaux
Tertiveri, Berardinone.

### Communes limitrophes
Alberona, Castelluccio Valmaggiore, Celle di San Vito, Faeto, Lucera, Roseto Valfortore, Troia

## Personnalités liées à la ville
- Ralph DePalma (1882-1956), pilote automobile italo-américain